# Corné van Kessel
Corné van Kessel (Veldhoven, Brabant del Nord, 7 d'agost de 1991) és un ciclista neerlandès. Professional des del 2009. corre a l'equip Telenet-Fidea Lions. S'ha especialitzat en el ciclocròs.

## Palmarès en ciclocròs
- 2009-2010
  -  Campió dels Països Baixos sub-23 en ciclocròs